# Open-Book-Management
Open-Book-Management (OBM) ist ein Modell der Unternehmensführung, das darauf abzielt, durch umfassende Transparenz über alle Hierarchiestufen die Effizienz eines Unternehmens zu steigern.
Der Management-Begriff wurde von John Case geprägt und ab 1993 verwendet. Der sichtbare Erfolg dieses Konzeptes trat jedoch erst durch Jack Stack und sein Team bei SRC Holdings, der Firma, in der das Modell entwickelt wurde zutage.

## Entstehung
Aus einer wirtschaftlich katastrophalen Lage konnte im Jahr 1983 in Springfield (Missouri, USA) ein Motorenwerk nur durch einen sehr hohen Kredit gerettet werden. Um die Motivation der 119 angestellten Arbeiter zu steigern, entschloss sich die Unternehmensleitung dazu, alle Arbeiter so gut zu informieren, wie die Manager. Geschäftszahlen und Entwicklung des Unternehmens sollten nachvollziehbar sein, damit sie außer ihrer Alltagstätigkeit der Firma helfen konnte, Geld zu verdienen.
Statt in Maschinen oder Technologie wurde in Information der Angestellten investiert, was keine weiteren Finanzmittel notwendig machte, damit sie Entscheidungen des Managements mittragen und die Entwicklung des Unternehmens nachvollziehen konnten. Als Ergebnis stieg der Umsatz des Unternehmens in den folgenden drei Jahren um 30 % und der Wert der Firma stieg bis 1994 noch weiter kräftig an.

## Grundidee
Die Grundidee des Open-Book-Managements besteht darin, dass die Firmeninformationen, die Angestellte erhalten, nicht ihren einzigen Daseinszweck darin haben sollen, ihre Arbeit möglichst effektiv zu verrichten, sondern dazu verhelfen sollen, zu verstehen, wie das Unternehmen als Ganzes funktioniert. Nach Case „funktioniert eine Unternehmung dann am besten, wenn ihre Mitarbeiter sich selbst eher als Geschäftspartner denn nur als Handlungs- oder Erfüllungsgehilfen verstehen.“
Es sollen also Rahmenbedingungen geschaffen werden, damit Mitarbeiter sich aktiv mit den Unternehmenszielen auseinandersetzen und die Bereitschaft gefördert wird, „...Informationen, Ergebniskontrolle und finanziellen Erfolg zu teilen.“ (Tischler, 1999)
Die Grundelemente
- authentische Partizipation
- ernsthafte Verantwortungsdelegation auf allen Unternehmensebenen
- kurz- und langfristige Lohn- und Beteiligungssysteme

unterstützen diese.
Die Technik besteht also darin, den Angestellten alle relevanten Finanzinformationen über das Unternehmen mitzuteilen, so dass sie als Mitarbeiter in ihrem Bereich bessere Entscheidungen im Sinne des Unternehmensziels treffen können. Dazu gehören notwendigerweise mindestens Erlös, Gewinn, Kosten der Güter, Cashflow und Ausgaben.
Am Ende soll den Mitarbeitern sogar die Budgetverantwortung übertragen werden, wozu auch die entsprechende Schulung finanzwirtschaftlichen Grundlagenwissens gehört.

## Grundprinzipien
Stack verwendet in seiner Managementpraxis drei Grundprinzipien:
- Kenntnis und Vermittlung der Erfolgsbedingungen: Jedem Angestellten sollen die Faktoren des Geschäftserfolges nahegebracht und verständlich gemacht werden.
- Nachprüfbare zielführende Handlungsweise: Von jedem Angestellten wird erwartet, sein Wissen selbständig zur Verbesserung der Leistungserbringung des Ganzen einzusetzen. Das muss umgekehrt auch ermöglicht werden.
- Gewährte Teilhabe am Unternehmensergebnis: Jeder Angestellte soll direkten Anteil am Unternehmenserfolg wie auch am Misserfolg haben.

Ähnlich begründete Case den Open-Book-Ansatz mit drei Gesichtspunkten:
- Das Unternehmen sollte seine Finanzen wie auch seine kritischen Daten allen Angestellten bekanntgeben.
- Angestellte sind herausgefordert, den eigenen Beitrag in eine Richtung zu bewegen, die dem Unternehmenserfolg dient.
- Angestellte haben direkten Anteil am Unternehmenserfolg.

## Wirkung
Wo Open-Book Management nachhaltig betrieben wird, sind sich die Mitarbeiter jeder Ebene völlig darüber im Klaren, welche Wirkung ihr Job auf den Finanzplan des Unternehmens hat. Ein normales Unternehmen „zu öffnen“ besteht nicht einfach darin, den Angestellten mit einigen Zahlen die finanzielle Situation des Unternehmens zu erläutern. Der echte Gewinn des Open-Book-Managements kommt dann zum Tragen, wenn Unternehmen es zulassen, dass die Erfolgsfaktoren von unten nach oben wirken (gegensätzlich zum traditionellen Top-down-Management). Natürlich müssen Angestellte die Erfolgsrechnung und Buchhaltung verstehen; die wirklichen Erfolge feiert der Open-Book-Ansatz da, wo Angestellte die Zahlensituation in einem Ausmaß begreifen, dass sie fähig sind, dem übergeordneten Management Vorhersagen zu machen.
Um festangestellte Mitarbeiter zu Änderungsbemühungen zu motivieren, stellt das Open-Book-Management auf die „Kritische Zahl“ ab. Diese ist für jedes Unternehmen verschieden, stellt aber den Hauptindikator für den Gewinn bzw. Durchbruchspunkt (break-even point) dar. Diese kritische Zahl zu ermitteln ist eine Hauptkomponente, um ein „Open-Book-Unternehmen“ zu bilden. Einmal entdeckt wird eine Struktur entwickelt, die alle Zahlen zusammenstellt, die erforderlich sind, um die kritische Zahl zu berechnen (scoreboard). Jeder hat Einblick in diese Struktur und Besprechungen werden abgehalten, um zu erörtern, wie Einzelne den Punktestand für die Berechnung der kritischen Zahl beeinflussen können und demzufolge das Erreichen der kritische Zahl vermeiden können. Schließlich wird ein Anteil am Ergebnis geschaffen, etwa als Bonusplan, der sich an der Erreichung einer wichtigen betrieblichen Kennziffer orientiert, oder als Anteil am Firmenkapital oder beidem.
Die jährliche Konferenz „National Gathering of Games“ in St. Louis, Missouri stellt die Messe der Verfechter und Anwender des Open-Book-Managements dar – die einzige Konferenz zur Etablierung einer anteilgebenden Unternehmenskultur, bei der es darum geht, Angestellte wie Eigentümer fühlen, denken und handeln zu lassen. Geschäftsführer, die erfolgreich mittels Open-Book-Management Engagement und Profitabilität ihrer Belegschaft entwickelt haben, können dort Erfahrungen mit anderen austauschen. Die Sitzungen, Ansprachen und Workshops dieser Konferenz betreffen alle Phasen des Open-Book-Managementprozesses.